# Escudo de Montmeló
El escudo de armas de Montmeló es un símbolo del municipio español de Montmeló y se describe, según la terminología precisa de la heráldica, por el siguiente blasón:

«Escudo embaldosado: de plata, un monte de tres vértices de sinople moviente de la punta, con el vértice central más alto y sumado de tres cruces latinas de sable, cargado de una faja ondada de azur bordada de plata. Al timbre, una corona mural de villa.»

## Diseño
La composición del escudo está formada sobre un fondo en forma de cuadrado apoyado sobre una de sus aristas, llamado escudo de ciudad o escudo embaldosado, según la configuración difundida en Cataluña al haber sido adoptada por la administración en sus especificaciones para el diseño oficial de los municipios de las entidades locales, de color blanco o gris plateado (argén, también llamado plata). Como carga principal aparece un monte con tres cimas, la central más alta de color verde intenso sinople. Justo encima de la cima más alta (sumado) hay tres cruces latinas, que son las que están formadas por dos segmentos, el vertical más largo y la intersección está elevada sobre el centro, de color negro (sable). Dentro del monte y sin salirse (cargado) se representa una franja horizontal con ondas (faja ondada) de color azul (azur) con un perfil que lo rodea (bordada) de color blanco o gris plateado (plata).
El escudo está acompañado en la parte superior de un timbre en forma de corona mural, que es la adoptada por la Generalidad de Cataluña para timbrar genéricamente a los escudos de los municipios. En este caso, se trata de una corona mural de villa, que básicamente es un lienzo de muralla amarillo (oro) con puertas y ventanas en negro (cerrado de sable), con ocho torres almenadas, cinco de ellas vistas.

## Historia
El ayuntamiento inició el expediente de adopción del escudo heráldico el 31 de marzo de 2009. El blasón fue aprobado por el Ayuntamiento el 24 de noviembre de 2009 y publicado en el DOGC n.º 5.600 de 1 de abril de 2010.
El monte es un elemento tradicional en el escudo, ya que desde 1856 se ha utilizado con diferentes versiones, con un monte
de tres vértices o bien con tres montes acostados sumados de una cruz, y hace referencia al cerro de Les Tres Creus (las tres cruces), en el límite del término municipal con el de Montornés del Vallés. y la faja ondada simboliza el nacimiento del río Besós dentro del término municipal.